# Svatý Senatro
Svatý Senatro také Senator († 10. století, Missanello) byl baziliánský mnich.

## Život
Narodil se v první polovině 10. století v Demenně (Sicílie) jako syn šlechticů Giovanniho a Tedibie. Byl bratrem svatého Lukáše z Demenny.
Nejprve žil v Mercurionu v Rossano, poté až do své smrti v klášteře svatého Eliáše v Missanellu. O jeho dalším životě a svatosti nemáme informace.
Dne 11. srpna 1151 papež Evžen III. vydal bulu o uznání kultu tohoto světce.
Jeho svátek se připomíná 11. ledna.